# Sidi Moussa El Majdoub
La commune de Sidi Moussa El Majdoub est un village du Maroc qui s'étend sur une superficie d’environ 45 km² et compte plus de 13 000 habitants. Elle fait partie intégrante des tribus des grands Zenata et se situe à mi-chemin entre la grande métropole de Casablanca et la ville de Mohammedia.
Sa richesse naturelle est constituée principalement par des collines verdoyantes, de vallées sillonnées par l’Oued Malleh qui trouve sa fin à l’océan atlantique en traversant la ville de Mohammedia, et d'un climat sain. 
Elle dispose ainsi d'un certain potentiel, tant pour l'agriculture que pour le tourisme, mais est limitée dans son développement par son enclavement
L’association locale Al Majdh s'est donné pour objectif d'apporter aux habitants un développement au niveau des infrastructures, des aides, du tourisme en partenariat local (conseil communal, associations locales, services de l'état). Les actions menées par "Un Village Durable" dans la commune de Sidi Moussa el Majdoub s'inscrivent dans ce registre. Ce projet pilote prévoit  entre autres la réhabilitation de 6 écoles et la constitution d'une coopérative de producteurs de piment. Il est soutenu par l'Association Méditerranée Initiatives (AMI) et l'Étoile européenne du dévouement civil et militaire.